# Tchirozérine
Tchirozérine – miasto w środkowym Nigrze, w regionie Agadez, w departamencie Tchirozérine, którego jest stolicą. Według danych szacunkowych na rok 2013 liczy 13 759 mieszkańców.